# Munia de Álava
Munia de Álava, född 740, död 780, var en drottning av kungariket Asturien 757-768 som gift med Fruela I av Asturien, den andre kungen av Asturien. Hon var mor till Alfonso II av Asturien.
Hon var troligen av en aristokratisk familj i Baskien. Hon överlevde makens död 768. Hon blev efter sin faster Adosindas försök att placera honom på tronen 783 förvisad och tog då tillflykt till moderns släktingar i Álava. Hennes son blev kung 791. 